# ذا إيفل ديد
ذا إيفل ديد (بالإنجليزية: The Evil Dead)‏ هو فيلم رعب تم إنتاجه في الولايات المتحدة وصدر في سنة 1981. الفيلم من إخراج سام رايمي وكتابة سام رايمي.

## الميزانية والإيرادات
بلغت تكلفة إنتاج الفيلم حوالي 350000–400000 دولار بينما حقق إيرادات تقدر بـ 2.6 مليون دولار.

## وصلات خارجية
- ذا إيفل ديد على موقع IMDb (الإنجليزية)
- ذا إيفل ديد على موقع ميتاكريتيك (الإنجليزية)
- ذا إيفل ديد على موقع الموسوعة البريطانية (الإنجليزية)
- ذا إيفل ديد على موقع روتن توميتوز (الإنجليزية)
- ذا إيفل ديد على موقع نتفليكس (الإنجليزية)
- ذا إيفل ديد على موقع قاعدة بيانات الأفلام العربية
- ذا إيفل ديد على موقع ألو سيني (الفرنسية)
- ذا إيفل ديد على موقع Turner Classic Movies (الإنجليزية)
- ذا إيفل ديد على موقع أول موفي (الإنجليزية)
- ذا إيفل ديد على موقع بوكس أوفيس موجو (الإنجليزية)